# Антощук Костянтин Васильович
Костянти́н Васи́льович Антощу́к — учасник Афганської війни 1979—1989 років, проживає в місті Київ.

## Короткий життєпис
У листопаді 1981 року командир мотострілецької роти Антощук направлений до Афганістану. У бойових діях виявив мужність і героїзм.
1 серпня 1983-го командирський БТР підірвався на протитанковій міні, Антощук позбувся ніг. Зумів знайти сили до життя, зайнявся спортом, піднімав 150-кг штангу, плавав.
Заступник голови Київської міської спілки ветеранів Афганістану по взаємодії з міжнародними ветеранськими організаціями та роботі з інвалідами війни. Голова Київської спілки інвалідів потерпілих від мін.

## Нагороди
- орден Червоної Зірки
- орден Червоного Прапора
- орден «За мужність» III ступеня (15.2.1999)
- орден «За заслуги» III ступеня (13.2.2015)